# Clemson University
De Clemson Universiteit (Engels: Clemson University) is een Amerikaanse particuliere universiteit die in Clemson (South Carolina) is gevestigd. Clemson heeft zes colleges die hoofdzakelijk gespecialiseerd zijn in landbouw, bosbouw, wetenschapssociologie, architectuur, kunst en geesteswetenschappen. Geesteswetenschappen is ook nog eens onderverdeeld in verschillende kleinere colleges: ondernemen, techniek, wetenschap, gezondheidskunde, ontwikkelingspsychologie en onderwijs.
Clemson is een van de meest gerespecteerde universiteiten in Amerika. De universiteit staat volgens de ranglijst van U.S. News & World Report op de 21e plek als het gaat om de belangrijkste kwaliteitseisen. Clemson is tevens ook geclassificeerd als de universiteit met de hoogste onderzoek-activiteit.

## Geschiedenis
De oprichter van de universiteit, John Green Clemson, kwam in 1838 voor het eerst in South Carolina toen hij trouwde met Anna Maria Calhoun, de dochter van een staatsman uit South Carolina. Toen Clemson stierf op 6 april 1888, liet hij een groot deel van de grond die hij had geërfd van zijn vrouw, na aan de staat South Carolina. Clemson had in zijn testament geschreven dat op de grond die hij had geërfd een universiteit gebouwd moest worden die de burgers van South Carolina zou onderwijzen in (wetenschappelijke) landbouw en mechanica. Clemsons beslissing om dit in zijn testament te zetten werd grotendeels beïnvloed door de toekomstige gouverneur van South Carolina, Benjamin Tillman. Tillman had dit idee al eerder voorgelegd aan de staat van South Carolina, maar dit werd afgewezen. Clemson had ook duidelijk in zijn testament gezet dat de universiteit zoveel mogelijk op de Mississippi State University moest lijken. In 1889 tekende de gouverneur van South Carolina een wet waardoor de Clemson Universiteit opgericht kon worden. In het eerste jaar van het bestaan studeerden er 446 personen. Aanvankelijk was de universiteit een geheel witte mannelijke militaire school. Dit bleef zo tot 1955. Op dat moment veranderde de status voor studenten en werd de universiteit ook toegankelijk voor vrouwen. In 1963 werd de eerste Afro-Amerikaanse student toegelaten, de toekomstige burgemeester van Charlotte, Harvey Gantt.

## Onderdelen van Clemson
- College of Agriculture, Forestry and Life Sciences
- College of Architecture, Arts and Humanities
- College of Behavioral, Social and Health Sciences
- College of Engineering, Computing and Applied Sciences
- College of Education
- College of Science

## Sportteams
Clemson-universiteitsteams staan bekend als de Tigers. Ze zijn lid van de NCAA (de organisatie die collegesporten regelt). Alle teams spelen in divisie 1 van de NCAA, de hoogste moeilijkheidsgraad van competitie. De teams worden vertegenwoordigd in de ACC, de divisie waarin teams van universiteiten die zich langs de oost- en zuidkust van de VS bevinden spelen. De mannen spelen voornamelijk honkbal, basketbal, veldlopen, American football, golf, voetbal en tennis. De vrouwen spelen voornamelijk basketbal, veldlopen, golf, roeien, voetbal, duiken, tennis en volleybal.

## Bekende alumni en medewerkers
De meest bekende alumni van Clemson is de gouverneur van South Carolina, Nikki Haley.
Doordat Clemson een gewaardeerde sportafdeling heeft, zijn er verschillende bekende sporters die gestudeerd hebben aan de Clemson Universiteit:
- Golfers: Jonathan Byrd en Lucas Glover
- Voetballer: Oguchi Onyewu
- Voormalig tennisster: Gigi Fernández
- Sprinters Shawn Crawford en Brianna Rollins
- Basketballers: Sharone Wright, Horace Grant, Dale Davis, Larry Nance, KJ McDaniels en Trevor Booker
- Huidige NFL-sterren: Deshaun Watson, DeAndre Hopkins, Sammy Watkins, CJ Spiller, Bashaud Breeland, Vic Beasley, Stephone Anthony, Grady Jarrett en Adam Humphries